# Кандидат ветеринарних наук
Кандидат ветеринарних наук — науковий ступінь у галузі ветеринарних наук.
В Україні існує два наукових ступені: «кандидат наук» та «доктор наук» (вищий науковий ступінь). Науковий ступінь «кандидат наук» присуджується на підставі захисту кандидатської дисертації, яка містить нові науково обґрунтовані результати проведених здобувачем досліджень, розв'язують конкретне наукове завдання, що має істотне значення для відповідної галузі науки.

## Порядок присудження наукового ступеня
Порядок присудження наукового ступеня «кандидат наук» визначено Постановою Кабінету Міністрів України.
Науковий ступінь кандидата наук присуджується спеціалізованою вченою радою на підставі прилюдного захисту дисертації і затверджується Міністерством освіти і науки України з урахуванням висновку відповідної експертної ради.
Кандидатська дисертація подається до захисту лише за однією науковою спеціальністю.
Може бути подана до захисту у вигляді опублікованої одноосібної (без співавторів) монографії.
Кандидатська дисертації супроводжуються окремим авторефератом обсягом 0,7-0,9 авторського аркуша, які подаються державною мовою. Вимоги до оформлення автореферату встановлює Міністерство освіти і науки України.
Здобувач наукового ступеня кандидата наук допускається до захисту дисертації після складення кандидатських іспитів, перелік яких визначає МОН.
Захист дисертації відбувається на відкритому засіданні спеціалізованої вченої ради, що складається з докторів (кандидатів) наук, яким Міністерством освіти і науки України надано право розглядати дисертації з певної спеціальності. Для розгляду кандидатської дисертації призначаються два офіційних опоненти, з яких один — доктор наук, а другий — доктор або кандидат наук.
За результатами захисту дисертації спеціалізована вчена рада проводить таємне голосування щодо присудження наукового ступеня.
Рішення спеціалізованої вченої ради про присудження наукового ступеня кандидата наук набирає чинності з дати видання наказу МОН про затвердження рішення спеціалізованої вченої ради та видачу відповідного диплома на підставі рішення атестаційної колегії.
Кандидатський ступінь є достатнім, щоб у вищих навчальних закладах зайняти посаду доцента, у наукових установах — посаду старшого наукового співробітника.
В Україні й країнах СНД кандидатський ступінь приблизно еквівалентний науковому ступеню Ph.D. (доктор філософії) більшості країн Заходу.

## Спеціальності, за якими присуджується науковий ступінь «Кандидат ветеринарних наук»
У галузі «Ветеринарні науки» науковий ступінь кандидата наук присуджується за спеціальностями:
- 16.00.01 — діагностика і терапія тварин
- 16.00.02 — патологія, онкологія і морфологія тварин;
- 16.00.03 — ветеринарна мікробіологія, епізоотологія, інфекційні хвороби та імунологія;
- 16.00.04 — ветеринарна фармакологія та токсикологія;
- 16.00.05 — ветеринарна хірургія;
- 16.00.06 — гігієна тварин та ветеринарна санітарія;
- 16.00.07 — ветеринарне акушерство;
- 16.00.09 — ветеринарно-санітарна експертиза;
- 16.00.10 — ентомологія;
- 16.00.11 — паразитологія.

У галузі «Біологічні науки» науковий ступінь кандидата ветеринарних наук присуджується за спеціальностями:
- 03.00.04 — біохімія;
- 03.00.13 — фізіологія людини і тварин.

У галузі «Сільськогосподарські науки» науковий ступінь кандидата ветеринарних наук присуджується за спеціальністю:
- 06.02.01 — розведення та селекція тварин.

У галузі «Військові науки» науковий ступінь кандидата ветеринарних наук присуджується за спеціальністю:
- 20.02.23 — засоби захисту від зброї масового| військові, хімічні, ураження.

У галузі «Національна безпека» науковий ступінь кандидата ветеринарних наук присуджується за спеціальністю
- 21.02.03 — цивільний захист.